# 千葉県道93号久留里鹿野山湊線
千葉県道93号久留里鹿野山湊線（ちばけんどう93ごう くるりかのうざんみなとせん）は、千葉県君津市久留里市場と富津市湊を結ぶ県道（主要地方道）である。房総半島内陸部と東京湾岸を結ぶ主要道路のひとつ。

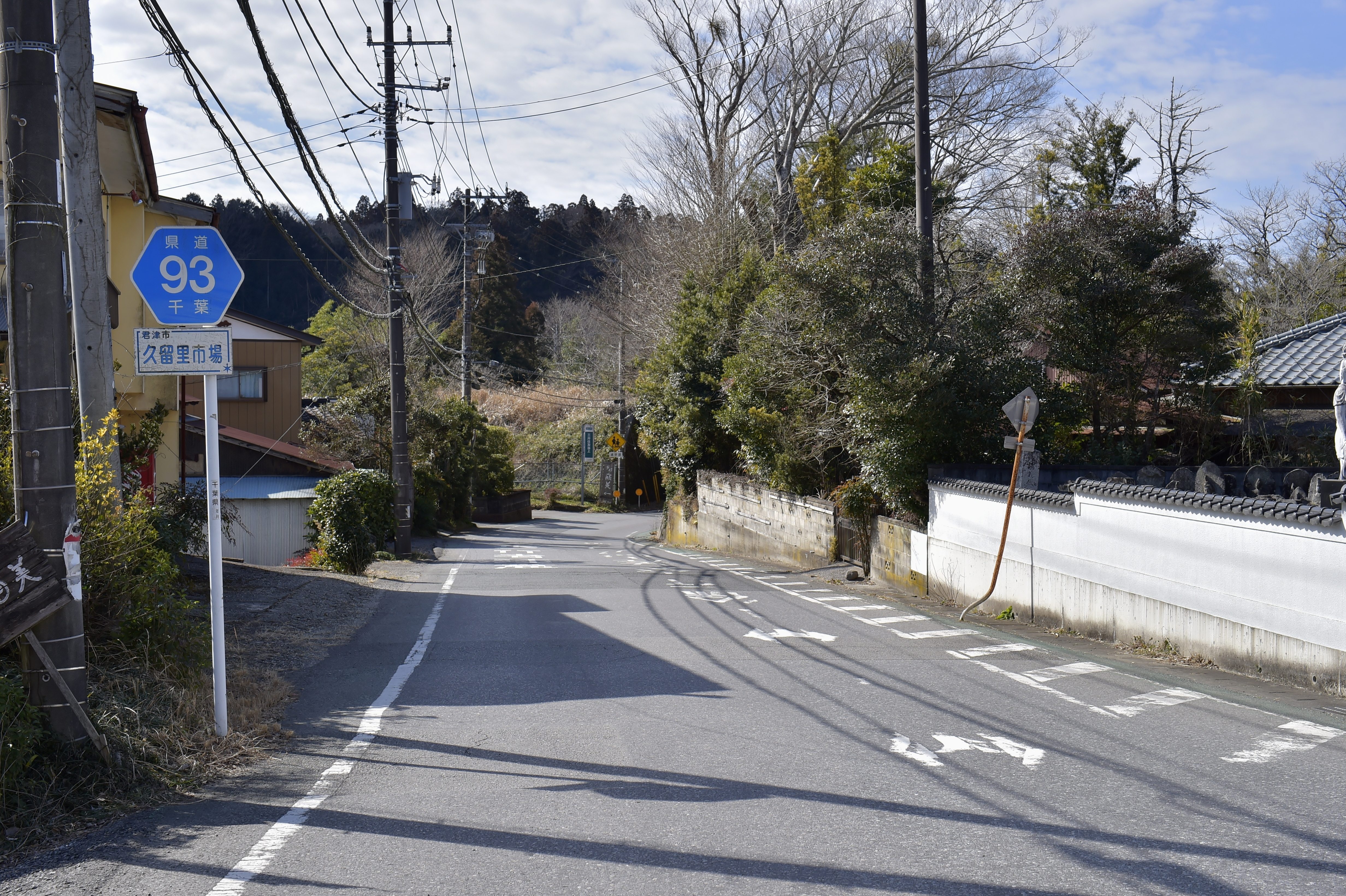
千葉県道93号久留里鹿野山湊線・君津市久留里市場の起点付近（2023年2月）

## 路線データ
- 起点：君津市久留里市場 （国道410号〈久留里街道〉交点）
※国道410号と千葉県道32号大多喜君津線の接続地点である久留里交差点とは至近距離にある。
- 終点：富津市湊（上総湊港海浜公園前）
- 総延長：32.874 km（君津土木事務所管内：32.874 km[1]）
- 重用延長：3.354 km（君津土木事務所管内：3.354 km）
- 実延長：29.520 km（君津土木事務所管内：29.520 km[1]）
- 認定年月日：1994年（平成6年）4月1日

## 路線状況

### 重複区間
- 千葉県道92号君津鴨川線（君津市大野台 - 東粟倉〈東粟倉交差点〉）
- 国道465号（君津市東粟倉〈東粟倉交差点〉 - 西粟倉〈西粟倉交差点〉）
- 千葉県道163号小櫃佐貫停車場線（君津市鹿野山 - 鹿野山・富津市桜井）
- 国道465号（富津市更和〈更和交差点 - 更和湊小学校下交差点〉）

## 地理

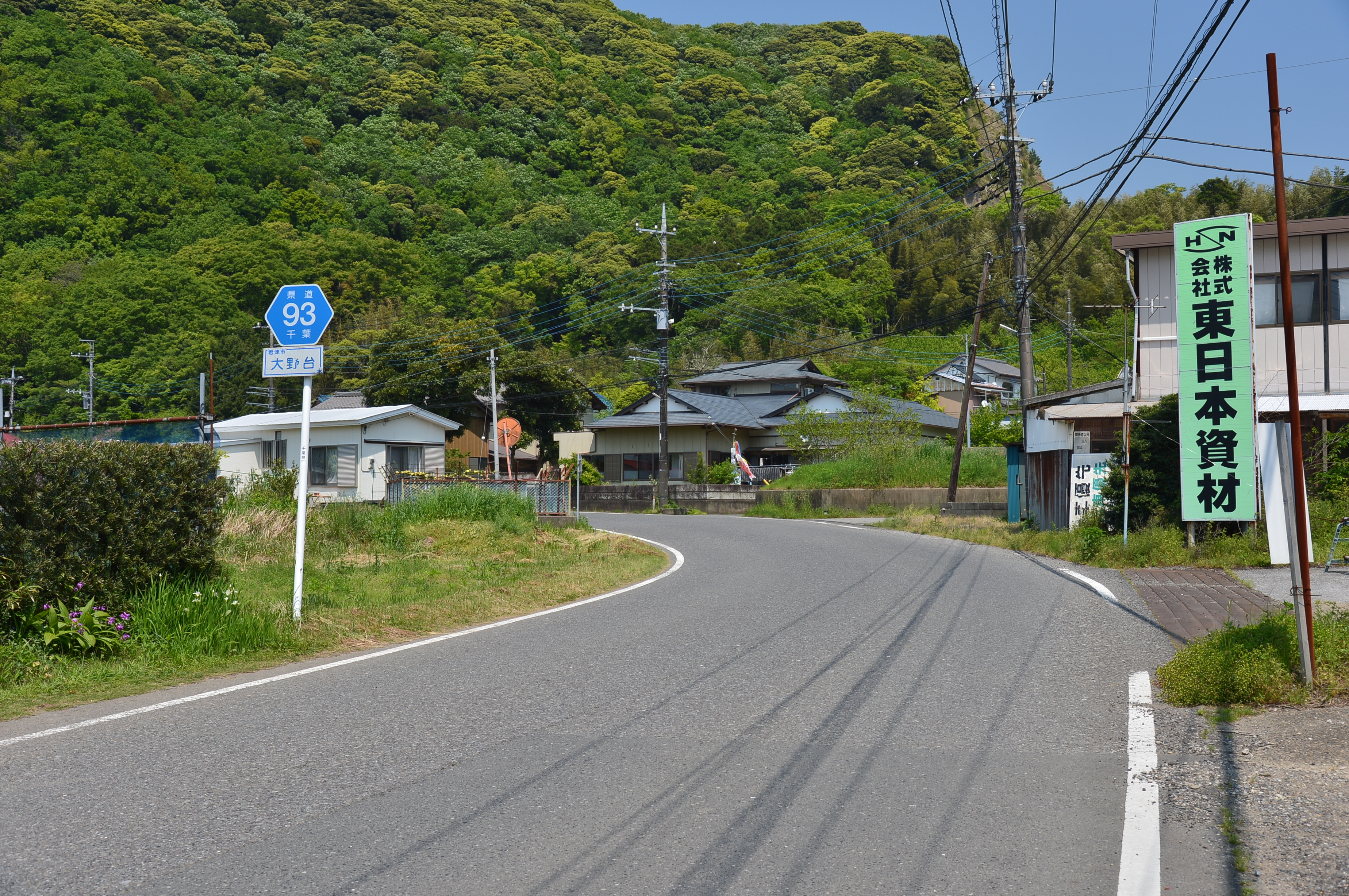
君津市大野台の県道92号交点付近（2016年5月）

### 通過する自治体
- 千葉県
  - 君津市 - 富津市

### 交差する道路
- 千葉県君津市
  - 国道410号（久留里市場）
  - 千葉県道92号君津鴨川線（大野台）
  - 国道465号（西粟倉 西粟倉交差点）
  - 千葉県道163号小櫃佐貫停車場線（鹿野山）
- 千葉県富津市
  - 千葉県道163号小櫃佐貫停車場線（君津市鹿野山・富津市桜井）
  - 国道465号（更和 更和交差点）
  - 国道465号（更和 湊小学校下交差点）
  - 国道127号（湊 湊交差点）

### 周辺の施設・地理
- JR久留里線 久留里駅（君津市久留里市場）
- 小櫃川（君津市久留里市場・久留里大和田）
- 小糸川（君津市西粟倉）
- 神野寺
- 鹿野山（君津市鹿野山）
- マザー牧場（富津市田倉）
- 湊川
- 千葉県立天羽高等学校（富津市数馬）
- 上総湊港海浜公園
- JR内房線